# رئیس کمیسیون اتحادیه آفریقا
رئیس کمیسیون اتحادیه آفریقا رئیس این اتحادیه (AUC) است. مسئولیت رئیس‌ کمیسیون شامل مدیر اجرایی، نماینده قانونی اتحادیه آفریقا (AU)، و مدیر ارشد مالی کمیسیون است. این کمیسیون برای یک دوره چهار ساله که یک بار قابل تمدید است توسط مجمع اتحادیه آفریقا انتخاب می‌شوند.
پیش از این منصب، دبیرکل اتحادیه آفریقا بود و با تشکیل اتحادیه AU این نقش قدرتمندتر شد. رئیس مسئول امور مالی و اداری کمیسیون، ارتقای اهداف آن، برخورد با سهامداران کلیدی (کشورهای عضو، شرکای توسعه، بلوک های منطقه ای و غیره)، انتصاب و مدیریت کارکنان کمیسیون، و ذخیره معاهدات و اسناد حقوقی اتحادیه AU و سازمان وحدت آفریقا را بر عهده دارد.